# Jordan Holm
Jordan Robert Holm (ur. 17 stycznia 1982) – amerykański zapaśnik w stylu klasycznym. Zajął piętnaste miejsce na mistrzostwach świata w 2013. Brązowy medalista mistrzostw panamerykańskich w 2011 i 2013. Dziewiąty w Pucharze Świata w 2014 roku. Zawodnik University of Northern Iowa.
Spędził w więzieniu sześć i pół roku za przestępstwo na tle seksualnym.